# 2014 في أستراليا
فيما يلي قوائم الأحداث التي وقعت خلال عام 2014 في أستراليا.

## أحداث
- 15 ديسمبر – أزمة الرهائن في سيدني 2014

## سياسة

### تعيين في المنصب
- 28 مارس – بيتر كوسجروف الحكام العامون لأستراليا.

### انتهاء فترة المنصب
- 31 مارس – لارا جيدينجز Premier of Tasmania [الإنجليزية]‏.

## رياضة
- 16 مارس – جائزة أستراليا الكبرى 2014 الفائز نيكو روسبيرغ.

## أفلام
من الأفلام التي صدرت هذه السنة في أستراليا:
- 1 يناير – القاضي من إخراج ديفيد دوبكين.
- 1 يناير – تي إس سبيفيت الصغير والخارق للعادة من إخراج جون بيير جونيه.
- 20 يناير – أنا من إخراج ستيوارت بيتي [الإنجليزية]‏.
- 10 فبراير – قصة الشتاء من إخراج أكيفا جولدسمان.
- 8 مارس – قضاء وقدر من إخراج The Spierig Brothers [الإنجليزية]‏.
- 18 مايو – القرصان من إخراج ديفيد ميشود.
- 29 مايو – حافة الغد من إخراج دوج ليمان.
- 7 سبتمبر – المعادل من إخراج أنطوان فوكوا.
- 7 ديسمبر – آني من إخراج ويل جلوك.
- 13 ديسمبر – إنقاذ السيد بانكس من إخراج جون لي هانكوك.
- 25 ديسمبر – قناص أمريكي من إخراج كلينت إيستوود.

## برامج ومسلسلات وأنمي
- مدمرو الخرافات

## موسيقى

### أغاني
من الأغاني التي صدرت هذه السنة في أستراليا:
- 1 يناير – حبيبي من غناء فايدي.
- 17 مارس – ثريا من غناء سيا.
- 8 يوليو – الأرملة السوداء من غناء إيجي أزيليا.
- 23 سبتمبر – بوتي من غناء إيجي أزيليا.
- 1 ديسمبر – فايرستون من غناء كونراد سويل.

## كتب
من الكتب التي صدرت هذه السنة في أستراليا:
- 1 يناير – الطريق الضيق لعمق الشمال من تأليف ريتشارد فلاناغان.

## وفيات

### مارس
- 10 مارس – إيان هيج (مواليد 1935) دبلوماسي أسترالي.

### أبريل
- 18 أبريل – ديلان تومبيديس (مواليد 1994) لاعب كرة قدم أسترالي.

### مايو
- 13 مايو – ديفيد أرمسترونغ (مواليد 1926) فيلسوف أسترالي.
- 19 مايو – جاك برابهام (مواليد 1926)

### يوليو
- 11 يوليو – ليندلي ألان كرافن (مواليد 1945) عالم نبات أسترالي.

### أكتوبر
- 21 أكتوبر – غوف وايتلام (مواليد 1916)

### نوفمبر
- 27 نوفمبر – فيليب هيوز (مواليد 1988) لاعب كركيت أسترالي.